# ماوريسيو ليال
ماوريسيو ليال هو لاعب كرة قدم برازيلي في مركز الدفاع، ولد في 11 يونيو 1987 في جانديرا في البرازيل. لعب مع نادي غريميو بارويري.

## وصلات خارجية
- ماوريسيو ليال على موقع قاعدة بيانات كرة القدم.إي يو (الإنجليزية)
- ماوريسيو ليال على موقع Soccerway.com (الإنجليزية)